# Stepnogorsk
Stepnogorsk (ryska: Степногорск) är en ort i Kazakstan.   Den ligger i oblystet Aqmola, i den nordöstra delen av landet, 130 km norr om huvudstaden Astana. Stepnogorsk ligger 312 meter över havet och antalet invånare är 46 736.
Terrängen runt Stepnogorsk är platt. Runt Stepnogorsk är det mycket glesbefolkat, med 3 invånare per kvadratkilometer. Stepnogorsk är det största samhället i trakten. Trakten runt Stepnogorsk består i huvudsak av gräsmarker.